# Thwaitesia nigrimaculata
Thwaitesia nigrimaculata là một loài nhện trong họ Theridiidae.
Loài này thuộc chi Thwaitesia. Thwaitesia nigrimaculata được miêu tả năm 2006 bởi Da-xiang Song, Zhang & Zhu.